# Naviglio Nuovo
Il Naviglio Nuovo Pallavicino è un canale artificiale a scopo irriguo che scorre nelle province di Bergamo e Cremona. La sua lunghezza è di 13,2 km.

## Storia
I Marchesi Pallavicino Gaetano, Abate Giuseppe e Galeazzo VII, cugini, proprietari particolari delle acque della roggia Molinara e cavo delle Fontane, che andavano infruttuosamente a scaricarsi nel fiume Oglio, decisero di utilizzarle ed intrapresero a tale scopo nell'anno 1780 l'opera del Naviglio Nuovo, ultimato nel 1782 e con il costo di 50.000 zecchini d'oro; queste acque, scaricandosi nel Naviglio Grande, accrebbero il beneficio che le acque del Condominio Pallavicino già portavano alla provincia cremonese inferiore.

## Percorso
Il Naviglio Nuovo inizia presso Torre Pallavicina al punto di confluenza della roggia Molinara, cavo Delle Fontane e cavo di Suppeditazione le cui acque unite costituiscono la sua portata. Scorre in linea tortuosa per buona tratta e profondamente incassato nella costiera lungo la vallata del fiume Oglio, fiancheggia indi la strada comunale Calciana scostandosi da quella alla cascina Tinazzo, internandosi nella pianura, ancora sensibilmente incassato, con andamento in direzione da tramontana a mezzodì dopo alcuni risvolti sino alle mura di Soncino, dove costituisce un tratto dell'antica fossa di fortificazione, che circonda l'abitato lungo il lato a ponente sino al castello. Da qui, sottopassando la strada di circonvallazione e dopo varie tratte e risvolti, si avvicina alla strada provinciale per Cremona e dopo altri risvolti si dirige verso Cumignano e poco inferiormente a questo comune si congiunge col Naviglio Grande. Confluiscono in questo Naviglio Nuovo presso la cascina ca' della Vigna le acque di un piccolo cavo, il Fossadazzo. Nella tratta fra la cascina Ospitale e le mura di Soncino il pelo dell'acqua scorre più elevato delle circostanti campagne e viene sostenuto ad ambo i lati da arginature.
La lunghezza di questo Naviglio è di 13,165 chilometri ed è attraversata da 38 ponti-strada; 32 ponti-canale e 15 canali. Fra questi edifici è rimarchevole il ponte-canale mediante il quale il Naviglio oltrepassa il colatore Dugale Tinazzo costrutto in muratura a tre grandi arcate. Nella tratta in cui il Naviglio scorre lungo la costiera è avvicinato da una svolta del fiume Oglio alla cui difesa vi erano, nel 1850, quattro pennelli di legnami e ciottoli ed una palafitta a grosse colonne ed asse con tiranti e riempimento di ciottoli essendo altresì armati i tratti di sponda intermedi ai pennelli e palafitta con grossi ciottoli dette 'predate'. Attualmente le difese sono costituite da scogliere poste lungo il lato in battuta delle curve del fiume. I manufatti lungo questo Naviglio sommano a 98.